# Gobierno de las Islas Baleares
El Gobierno de las Islas Baleares (en catalán: Govern de les Illes Balears; hasta 1999, Govern Balear) es la entidad que ejerce el poder ejecutivo y dirige la administración autonómica en la comunidad autónoma española de las Islas Baleares. Fue creado por la ley orgánica 2/1983, de 25 de febrero, modificado por la ley orgánica 3/1999, de 8 de enero, y antes por la ley orgánica 9/1994 del 24 de marzo. También se debe tener en cuenta la ley 27/1997, del 4 de agosto, por la que se ceden tributos a la comunidad autónoma. Y la ley orgánica 1/2007, del 27 de febrero, la cual aprueba el vigente estatuto de autonomía.
La iniciativa de reforma del Estatuto de Autonomía corresponde, entre otros, al Gobierno de la comunidad autónoma.

## Composición
El Gobierno de las Islas Baleares está formado por el presidente de la comunidad autónoma y sus consejeros.
El presidente de la comunidad autónoma es elegido por el Parlamento de las Islas Baleares web del Parlamento entre sus diputados por un período de cuatro años renovable. Es nombrado por el rey de España mediante real decreto, que se publica tanto en el BOE como en el BOIB. Es la máxima representación institucional de la comunidad autónoma y es responsable de su acción de gobierno frente al Parlamento Balear, junto a sus consejeros, al que deberá rendir cuentas en las sesiones de control. En caso de enfermedad, defunción o cualquier otro impedimento podrá ser sustituido por el vicepresidente, el presidente del parlamento o el consejero de más edad. Su cese será también publicado tanto en el BOE como en el BOIB. El presidente recibe el título vitalicio de muy honorable señor.
Los consejeros son elegidos y nombrados por el presidente, quien hasta 1999 sólo podía designar un máximo de diez. Su nombramiento se publica en el BOIB a través de ley orgánica. No es necesario que sean miembros del Parlamento balear. Cada consejero es responsable del área de gobierno que el presidente le asigna, pero también se podrán designar consejeros sin cartera. Los consejeros dejan de ejercer sus cargos cuando son cesados por el presidente o bien cuando este es cesado. Los consejeros reciben el título de honorable señor de forma vitalicia.
Resumiendo, son elegidos en una votación por el Parlamento de Baleares. Los miembros del Parlamento son elegidos a través de un sistema proporcional. El Parlamento elige al nuevo Consejero Presidente de la Junta General, y el Consejero es elegido de entre los miembros del equipo de gobierno en las elecciones generales.

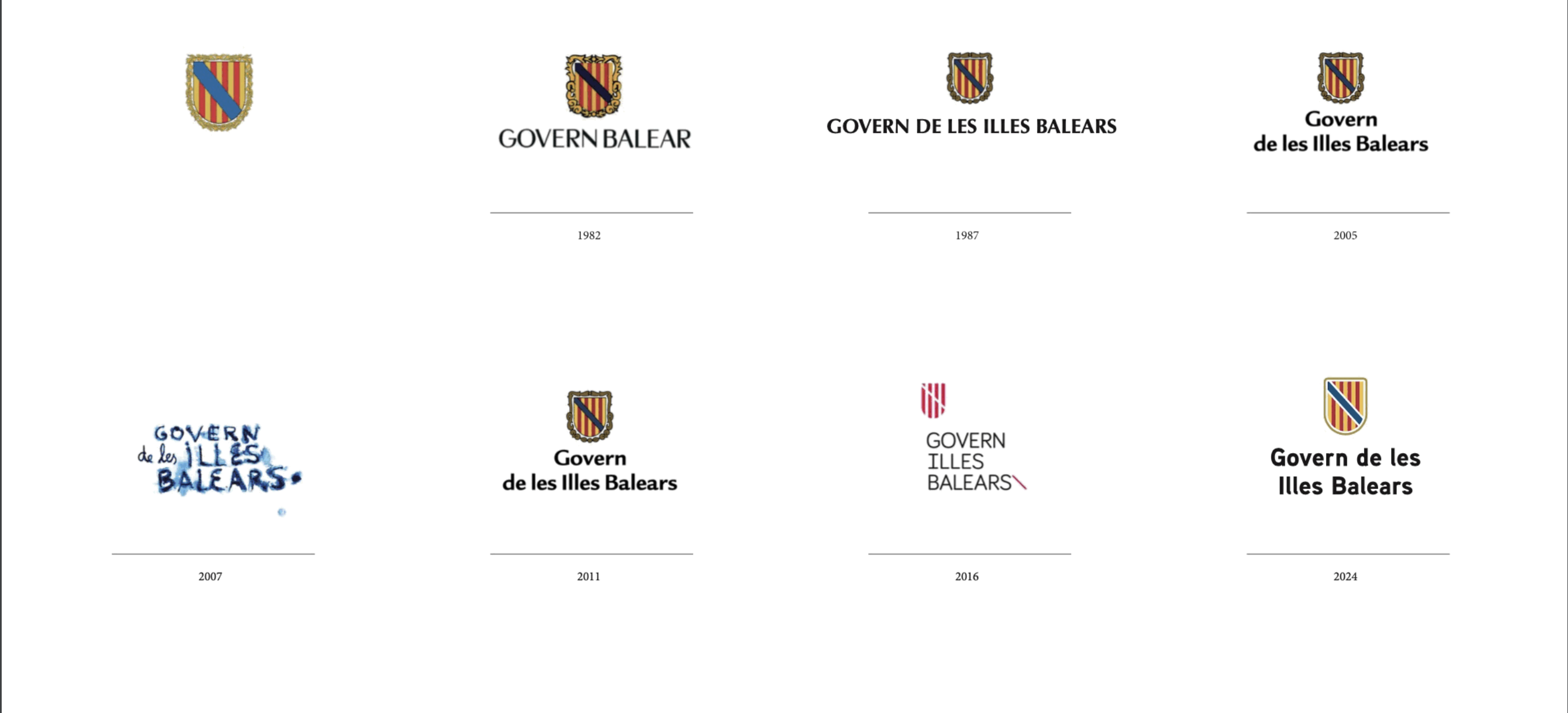
Logotipos utilizados por el Gobierno de las Islas Baleares

## Listado de presidentes
| Nombre         | Inicio                   | Fin                      | Partido | Partido |
| -------------- | ------------------------ | ------------------------ | ------- | ------- |
| Jeroni Albertí | 24 de julio de 1978      | 27 de septiembre de 1982 |         | UCD     |
| Francesc Tutzó | 27 de septiembre de 1982 | 10 de junio de 1983      |         | UCD     |

| Nombre                          | Inicio              | Fin                 | Partido | Partido |
| ------------------------------- | ------------------- | ------------------- | ------- | ------- |
| Gabriel Cañellas                | 10 de junio de 1983 | 18 de junio de 1995 |         | CP      |
| Cristòfol Soler                 | 18 de junio de 1995 | 23 de junio de 1996 |         | AP      |
| Jaume Matas                     | 23 de junio de 1996 | 29 de junio de 1999 |         | PP      |
| Francesc Antich                 | 29 de junio de 1999 | 23 de junio de 2003 |         | PSOE    |
| Jaume Matas (2.ª vez)           | 23 de junio de 2003 | 29 de junio de 2007 |         | PP      |
| Francesc Antich (2.ª vez)       | 29 de junio de 2007 | 18 de junio de 2011 |         | PSOE    |
| José Ramón Bauzá                | 18 de junio de 2011 | 2 de julio de 2015  |         | PP      |
| Francina Armengol               | 2 de julio de 2015  | 19 de junio de 2023 |         | PSOE    |
| Mae de la Concha (En funciones) | 19 de junio de 2023 | 7 de julio de 2023  |         | Podemos |
| Marga Prohens                   | 7 de julio de 2023  | Actualidad          |         | PP      |

## Gobierno actual
XI Legislatura (2023-actualidad)
|                                                               |                          |                                       |                                       |
| Partido político                                              |                          | Partido Popular de las Islas Baleares | Partido Popular de las Islas Baleares |
| Presidencia del Gobierno                                      |                          |                                       |                                       |
| Presidencia del Gobierno                                      |                          | Margalida Prohens Rigo                | 7 de julio de 2023                    |
| Consejería                                                    | Titular                  | Titular                               | Inicio                                |
| Vicepresidencia del Gobierno. Economía, Hacienda e Innovación |                          | Antoni Costa Costa                    | 10 de julio de 2023                   |
| Presidencia y Administraciones Públicas                       |                          | Antònia Maria Estarellas Torrens      | 10 de julio de 2023                   |
| Empleo, Función Pública y Diálogo Social                      |                          | Catalina Teresa Cabrer González       | 11 de julio de 2025                   |
| Empresa, Autónomos y Energía                                  |                          | Alejandro Sáenz de San Pedro García   | 10 de julio de 2023                   |
| Salud                                                         |                          | Manuela García Romero                 | 10 de julio de 2023                   |
| Educación y Universidades                                     |                          | Antoni Vera Alemany                   | 10 de julio de 2023                   |
| Vivienda, Territorio y Movilidad                              |                          | Marta Vidal Crespo                    | 10 de julio de 2023                   |
| Vivienda, Territorio y Movilidad                              |                          | José Luis Mateo Hernández             | 19 de julio de 2024                   |
| Turismo, Cultura y Deportes                                   |                          | Jaume Bauzá Mayol                     | 10 de julio de 2023                   |
| Familias, Asuntos Sociales y Atención a la Dependencia        |                          | Catalina Cirer Adrover                | 10 de julio de 2023                   |
| Familias, Asuntos Sociales y Atención a la Dependencia        | Sandra Fernández Herranz | 11 de julio de 2025                   |                                       |
| Mar y del Ciclo del Agua                                      |                          | Juan Manuel Lafuente Mir              | 10 de julio de 2023                   |
| Agricultura, Pesca y Medio Natural                            |                          | Joan Simonet Pons                     | 10 de julio de 2023                   |

## Gobiernos de las Islas Baleares

### I Legislatura (1983-1987)
| Partido Político                           |        | Coalición Popular de las Islas Baleares                             |
| Presidencia del Gobierno                   |        |                                                                     |
| Presidencia del Gobierno                   |        | Gabriel Cañellas i Fons                                             |
| Consejería                                 | Nombre | Nombre                                                              |
| Vicepresidente                             |        | Joan Huguet i Rotger 10 de junio de 1983 - 22 de julio de 1987      |
| Economía y Hacienda                        |        | Cristòfol Soler i Cladera 10 de junio de 1983 - 22 de julio de 1987 |
| Turismo                                    |        | Jaume Cladera Cladera 10 de junio de 1983 - 22 de julio de 1987     |
| Educación y Cultura                        |        | Francesc Gilet Girart 10 de junio de 1983 - 22 de julio de 1987     |
| Trabajo y Transportes                      |        | Francesc Font Quetglas 10 de junio de 1983 - 22 de julio de 1987    |
| Sanidad y Seguridad Social                 |        | Gabriel Oliver Capó 10 de junio de 1983 - 22 de julio de 1987       |
| Interior                                   |        | Jaume Llompart Salvà 10 de junio de 1983 - 22 de julio de 1987      |
| Agricultura y Pesca                        |        | Joan Simarro Marquès 10 de junio de 1983 - 22 de julio de 1987      |
| Obras Públicas y Ordenación del Territorio |        | Jeroni Saiz Gomila 10 de junio de 1983 - 22 de julio de 1987        |
| Comercio e Industria                       |        | Gaspar Oliver Mut 10 de junio de 1983 - 22 de julio de 1987         |

### II Legislatura (1987-1991)
| Partido Político                           |                  | Alianza Popular de las Islas Baleares                                  |
| Partido Político                           | Unió Mallorquina |                                                                        |
| Presidencia del Gobierno                   |                  |                                                                        |
| Presidencia del Gobierno                   |                  | Gabriel Cañellas i Fons                                                |
| Consejería                                 |                  | Nombre                                                                 |
| Vicepresidente                             |                  | Joan Huguet i Rotger 22 de julio de 1987 - 6 de julio de 1991          |
| Presidencia                                |                  | Francesc Gilet Girart 22 de julio de 1987 - 6 de julio de 1991         |
| Economía y Hacienda                        |                  | Alexandre Forcades Juan 22 de julio de 1987 - 6 de julio de 1991       |
| Turismo                                    |                  | Jaume Cladera Cladera 22 de julio de 1987 - 6 de julio de 1991         |
| Cultura, Educación y Deportes              |                  | Maria Antònia Munar i Riutort 22 de julio de 1987 - 6 de julio de 1991 |
| Trabajo y Transportes                      |                  | Pius Tur Mayans 22 de julio de 1987 - 6 de julio de 1991               |
| Sanidad y Seguridad Social                 |                  | Gabriel Oliver Capó 22 de julio de 1987 - 6 de julio de 1991           |
| Función Pública                            |                  | Joan Simarro Marquès 22 de julio de 1987 - 6 de julio de 1991          |
| Agricultura y Pesca                        |                  | Pere Joan Morey Ballester 22 de julio de 1987 - 6 de julio de 1991     |
| Obras Públicas y Ordenación del Territorio |                  | Jeroni Saiz Gomila 22 de julio de 1987 - 6 de julio de 1991            |
| Industria y Comercio                       |                  | Gaspar Oliver Mut 22 de julio de 1987 - 6 de julio de 1991             |

### III Legislatura (1991-1995)
| Partido Político                                          |                                                                                     | Partido Popular de las Islas Baleares                                      |
| Partido Político                                          | Unió Mallorquina                                                                    |                                                                            |
| Presidencia del Gobierno                                  |                                                                                     |                                                                            |
| Presidencia del Gobierno                                  |                                                                                     | Gabriel Cañellas i Fons                                                    |
| Consejería                                                |                                                                                     | Nombre                                                                     |
| Vicepresidente                                            |                                                                                     | Joan Huguet i Rotger 6 de julio de 1991 - 3 de julio de 1995               |
| Presidencia                                               |                                                                                     | Francesc Gilet Girart 6 de julio de 1991 - 21 de abril de 1993             |
| Presidencia                                               | Rosa Estaràs Ferragut 21 de abril de 1993 - 3 de julio de 1995                      |                                                                            |
| Economía y Hacienda                                       |                                                                                     | Alexandre Forcades Juan 6 de julio de 1991 - 18 de junio de 1993           |
| Economía y Hacienda                                       | Jaume Matas i Palou 18 de junio de 1993 - 3 de julio de 1995                        |                                                                            |
| Trabajo y Transportes (1991-1993) Gobernación (1993-1995) |                                                                                     | Treball i Transports 6 de julio de 1991 - 18 de junio de 1993              |
| Trabajo y Transportes (1991-1993) Gobernación (1993-1995) | Catalina Cirer Adrover 18 de junio de 1993 - 3 de julio de 1995                     |                                                                            |
| Función Pública                                           |                                                                                     | Joan Simarro Marquès 6 de julio de 1991 - 30 de septiembre de 1992         |
| Función Pública                                           | Josep Antoni Berastain Díez 30 de septiembre de 1992 - 3 de julio de 1995           |                                                                            |
| Cultura, Educación y Deportes                             |                                                                                     | Maria Antònia Munar i Riutort 6 de julio de 1991 - 9 de septiembre de 1992 |
| Cultura, Educación y Deportes                             | Alexandre Forcades Juan Interino 9 de septiembre de 1992 - 30 de septiembre de 1992 |                                                                            |
| Cultura, Educación y Deportes                             | Bartomeu Vidal Pons 30 de septiembre de 1992 - 10 de febrero de 1993                |                                                                            |
| Cultura, Educación y Deportes                             | Bartomeu Rotger Amengual 10 de febrero de 1993 - 3 de julio de 1995                 |                                                                            |
| Comercio e Industria                                      |                                                                                     | Cristòfol Triay Humbert 6 de julio de 1991 - 3 de julio de 1995            |
| Sanidad y Seguridad Social                                |                                                                                     | Gabriel Oliver Capó 6 de julio de 1991 - 18 de junio de 1993               |
| Sanidad y Seguridad Social                                | Bartomeu Cabrer Barbosa 18 de junio de 1993 - 3 de julio de 1995                    |                                                                            |
| Agricultura y Pesca                                       |                                                                                     | Pere Joan Morey Ballester 6 de julio de 1991 - 3 de julio de 1995          |
| Obras Públicas y Ordenación del Territorio                |                                                                                     | Jeroni Saiz Gomila 6 de julio de 1991 - 18 de junio de 1993                |
| Obras Públicas y Ordenación del Territorio                | Bartomeu Reus Beltran 18 de junio de 1993 - 3 de julio de 1995                      |                                                                            |
| Turismo                                                   |                                                                                     | Jaume Cladera Cladera 6 de julio de 1991 - 18 de junio de 1993             |
| Turismo                                                   | Joan Flaquer Riutort 18 de junio de 1993 - 3 de julio de 1995                       |                                                                            |

### IV Legislatura (1995-1999)
| Partido Político                                                              |                                                                     | Partido Popular de las Islas Baleares                                |
| Presidencia del Gobierno                                                      |                                                                     |                                                                      |
| Presidencia del Gobierno                                                      |                                                                     | Gabriel Cañellas 3 de julio de 1995 - 2 de agosto de 1995            |
| Presidencia del Gobierno                                                      | Cristòfol Soler 2 de agosto de 1995 - 18 de junio de 1996           |                                                                      |
| Presidencia del Gobierno                                                      | Jaume Matas 18 de junio de 1996 - 27 de julio de 1999               |                                                                      |
| Consejería                                                                    |                                                                     | Nombre                                                               |
| Vicepresidente                                                                |                                                                     | Rosa Estaràs Ferragut 3 de julio de 1995 - 18 de junio de 1996       |
| Vicepresidente                                                                | Se suprime en el año 1996                                           |                                                                      |
| Gobernación (1995-1995) Presidencia (1996-1999)                               |                                                                     | Catalina Cirer Adrover 3 de julio de 1995 - 2 de agosto de 1995      |
| Gobernación (1995-1995) Presidencia (1996-1999)                               | Rosa Estaràs Ferragut 18 de junio de 1996 - 27 de julio de 1999     |                                                                      |
| Economía y Hacienda                                                           |                                                                     | Jaume Matas Palou 3 de julio de 1995 - 18 de junio de 1996           |
| Economía y Hacienda                                                           | Antoni Rami Alós 18 de junio de 1996 - 27 de julio de 1999          |                                                                      |
| Función Pública                                                               |                                                                     | José Antonio Berastain Díez 3 de julio de 1995 - 18 de junio de 1996 |
| Función Pública                                                               | Manuel Ferrer Massanet 18 de junio de 1996 - 12 de junio de 1997    |                                                                      |
| Función Pública                                                               | Pilar Ferrer Vanrell 12 de junio de 1997 - 27 de julio de 1999      |                                                                      |
| Cultura, Educación y Deportes                                                 |                                                                     | Bartomeu Rotger Amengual 3 de julio de 1995 - 20 de mayo de 1996     |
| Cultura, Educación y Deportes                                                 | Bartomeu Rotger Amengual 20 de mayo de 1996 - 12 de junio de 1997   |                                                                      |
| Cultura, Educación y Deportes                                                 | Manuel Ferrer Massanet 12 de junio de 1997 - 27 de julio de 1999    |                                                                      |
| Agricultura y Pesca (1995-1996) Agricultura, Comercio e Industria (1996-1999) |                                                                     | Marià Socias Morell 3 de julio de 1995 - 20 de mayo de 1996          |
| Agricultura y Pesca (1995-1996) Agricultura, Comercio e Industria (1996-1999) | Josep Juan Cardona 20 de mayo de 1996 - 27 de julio de 1999         |                                                                      |
| Comercio e Industria (1995-1995) Trabajo y Formación (1996-1999)              |                                                                     | Cristòfol Triay Humbert 3 de julio de 1995 - 2 de agosto de 1995     |
| Comercio e Industria (1995-1995) Trabajo y Formación (1996-1999)              | Guillem Camps Coll 2 de agosto de 1995 - 18 de junio de 1996        |                                                                      |
| Sanidad y Seguridad Social (1995-1996) Sanidad y Consumo (1996-1999)          |                                                                     | Bartomeu Cabrer Barbosa 3 de julio de 1995 - 18 de junio de 1996     |
| Sanidad y Seguridad Social (1995-1996) Sanidad y Consumo (1996-1999)          | Francesc Fiol Amengual 18 de junio de 1996 - 27 de julio de 1999    |                                                                      |
| Obras Públicas y Ordenación del Territorio (1996-1995) Fomento (1996-1999)    |                                                                     | Bartomeu Reus Beltran 3 de julio de 1995 - 18 de junio de 1996       |
| Obras Públicas y Ordenación del Territorio (1996-1995) Fomento (1996-1999)    | Joan Verger Pocoví 18 de junio de 1996 - 27 de julio de 1999        |                                                                      |
| Turismo                                                                       |                                                                     | Joan Flaquer Riutort 3 de julio de 1995 - 18 de junio de 1996        |
| Turismo                                                                       | José María González Ortea 18 de junio de 1996 - 27 de julio de 1999 |                                                                      |
| Medio Ambiente, Ordenación del Territorio y Litoral                           |                                                                     | Bartomeu Reus Beltran 18 de junio de 1996 - 12 de junio de 1997      |
| Medio Ambiente, Ordenación del Territorio y Litoral                           | Miquel Ramis Socías 12 de junio de 1997 - 27 de julio de 1999       |                                                                      |

### V Legislatura (1999-2003)
| Partido Político                                                                               |                                                                         | Partido Socialista de las Islas Baleares                                      |
| Partido Político                                                                               | Partit Socialista de Mallorca                                           |                                                                               |
| Partido Político                                                                               | Izquierda Unida de las Islas Baleares-Els Verds de Mallorca             |                                                                               |
| Presidencia del Gobierno                                                                       |                                                                         |                                                                               |
| Presidencia del Gobierno                                                                       |                                                                         | Francesc Antich                                                               |
| Consejería                                                                                     |                                                                         | Nombre                                                                        |
| Vicepresidente Economía, Comercio e Industria (2000-2003)                                      |                                                                         | Pere Sampol Mas 27 de julio de 1999 - 1 de julio de 2003                      |
| Economía, Comercio, Industria, Agricultura y Pesca (1999-2000) Agricultura y Pesca (2000-2003) |                                                                         | Joan Mayol Serra 27 de julio de 1999 - 17 de marzo de 2000                    |
| Economía, Comercio, Industria, Agricultura y Pesca (1999-2000) Agricultura y Pesca (2000-2003) | Mateu Morro Marcé 17 de marzo de 2000 - 1 de julio de 2003              |                                                                               |
| Presidencia                                                                                    |                                                                         | Antoni Garcias Coll 27 de julio de 1999 - 1 de julio de 2003                  |
| Hacienda, Innovación y Energía (1999-2000) Hacienda y Presupuestos (2000-2003)                 |                                                                         | Joan Mesquida Ferrando 27 de julio de 1999 - 1 de julio de 2003               |
| Innovación y Energía                                                                           |                                                                         | Maria Misericòrdia Ramon Juanpere 17 de marzo de 2000 - 17 de febrero de 2001 |
| Innovación y Energía                                                                           | Príam Villalonga Cerdà 17 de marzo de 2000 - 1 de julio de 2003         |                                                                               |
| Trabajo, Bienestar Social y Formación (1999-2000) Trabajo y Formación (2000-2003)              |                                                                         | Eberhard Grosske Fiol 27 de julio de 1999 - 23 de octubre de 2002             |
| Trabajo, Bienestar Social y Formación (1999-2000) Trabajo y Formación (2000-2003)              | Miquel Rosselló del Rosal 23 de octubre de 2002 - 1 de julio de 2003    |                                                                               |
| Bienestar Social                                                                               |                                                                         | Fernanda Caro Blanco 17 de marzo de 2000 - 1 de julio de 2003                 |
| Obras Públicas, Vivienda y Transportes                                                         |                                                                         | Josep Antoni Ferrer Orfila 27 de julio de 1999 - 28 de septiembre de 2001     |
| Obras Públicas, Vivienda y Transportes                                                         | Francesc Quetglas Rosanes 28 de septiembre de 2001 - 1 de julio de 2003 |                                                                               |
| Turismo                                                                                        |                                                                         | Celestí Alomar Mateu 27 de julio de 1999 - 1 de julio de 2003                 |
| Educación y Cultura                                                                            |                                                                         | Damià Pons i Pons 27 de julio de 1999 - 1 de julio de 2003                    |
| Salud y Consumo                                                                                |                                                                         | Aina Salom Soler 27 de julio de 1999 - 1 de julio de 2003                     |
| Medio Ambiente                                                                                 |                                                                         | Margalida Rosselló Pons 27 de julio de 1999 - 1 de julio de 2003              |
| Interior                                                                                       |                                                                         | Josep Maria Costa Serra 27 de julio de 1999 - 1 de julio de 2003              |

### VI Legislatura (2003-2007)
| Partido Político                          |                                                                    | Partido Popular de las Islas Baleares                                         |
| Presidencia del Gobierno                  |                                                                    |                                                                               |
| Presidencia del Gobierno                  |                                                                    | Jaume Matas                                                                   |
| Consejería                                |                                                                    | Nombre                                                                        |
| Vicepresidenta Relaciones Institucionales |                                                                    | Rosa Estaràs Ferragut 1 de julio de 2003 - 9 de julio de 2007                 |
| Turismo                                   |                                                                    | Joan Flaquer Riutort 1 de julio de 2003 - 9 de julio de 2007                  |
| Obras Públicas, Vivienda y Transportes    |                                                                    | Margarita Isabel Cabrer González 1 de julio de 2003 - 9 de julio de 2007      |
| Medio Ambiente                            |                                                                    | Jaume Font Barceló 1 de julio de 2003 - 9 de julio de 2007                    |
| Interior                                  |                                                                    | José María Rodríguez Barberá 1 de julio de 2003 - 9 de julio de 2007          |
| Economía, Hacienda e Innovación           |                                                                    | Lluís Àngel Ramis de Ayreflor Cardell 1 de julio de 2003 - 9 de julio de 2007 |
| Comercio, Industria y Energía             |                                                                    | Josep Juan Cardona 1 de julio de 2003 - 9 de julio de 2007                    |
| Educación y Cultura                       |                                                                    | Francesc Fiol Amengual 1 de julio de 2003 - 9 de julio de 2007                |
| Salud y Consumo                           |                                                                    | Aina María Castillo Ferrer 1 de julio de 2003 - 9 de julio de 2007            |
| Presidencia y Deportes                    |                                                                    | Maria Rosa Puig Oliver 1 de julio de 2003 - 9 de julio de 2007                |
| Agricultura y Pesca                       |                                                                    | Tomàs de Villanueva Cortés Cortés 1 de julio de 2003 - 14 de octubre de 2003  |
| Agricultura y Pesca                       | Margalida Moner Tugores 14 de octubre de 2003 - 9 de julio de 2007 |                                                                               |
| Trabajo y Formación                       |                                                                    | Guillermo de Olives Olivares 1 de julio de 2003 - 21 de mayo de 2004          |
| Trabajo y Formación                       | Cristòfol Huguet Sintes 21 de mayo de 2004 - 9 de julio de 2007    |                                                                               |
| Inmigración y Cooperación                 |                                                                    | Encarnación Pastor Sánchez 20 de octubre de 2005 - 9 de julio de 2007         |

### VII Legislatura (2007-2011)
| Partido Político                                                 |                                                                      | Partido Socialista de las Islas Baleares                                     |
| Partido Político                                                 | Bloc per Mallorca                                                    |                                                                              |
| Partido Político                                                 | Unió Mallorquina (2007-2010)                                         |                                                                              |
| Presidencia del Gobierno                                         |                                                                      |                                                                              |
| Presidencia del Gobierno                                         |                                                                      | Francesc Antich                                                              |
| Consejería                                                       |                                                                      | Nombre                                                                       |
| Asuntos Sociales, Juventud, Promoción e Inmigración              |                                                                      | Josefina Santiago Rodríguez 9 de julio de 2007 - 20 de junio de 2011         |
| Comercio, Industria y Energía                                    |                                                                      | Francesca Vives Amer 9 de julio de 2007 - 20 de junio de 2011                |
| Economía y Hacienda                                              |                                                                      | Carles Manera Erbina 9 de julio de 2007 - 20 de junio de 2011                |
| Turismo                                                          |                                                                      | Francesc Buils Huguet 9 de julio de 2007 - 1 de octubre de 2008              |
| Turismo                                                          | Miquel Nadal i Buades 1 de octubre de 2008 - 10 de diciembre de 2009 |                                                                              |
| Turismo                                                          | Miquel Ferrer Viver 10 de diciembre de 2009 - 8 de febrero de 2010   |                                                                              |
| Turismo                                                          | Joana Barceló Martí 8 de febrero de 2010 - 20 de junio de 2011       |                                                                              |
| Presidencia y Deportes                                           |                                                                      | Albert Moragues Gomila 9 de julio de 2007 - 20 de junio de 2011              |
| Educación y Cultura                                              |                                                                      | Bàrbara Galmés Chicón 9 de julio de 2007 - 16 de septiembre de 2009          |
| Educación y Cultura                                              | Bartomeu Llinàs Ferrà 16 de septiembre de 2009 - 20 de junio de 2011 |                                                                              |
| Medio Ambiente                                                   |                                                                      | Miquel Àngel Grimalt Vert 9 de julio de 2007 - 8 de febrero de 2010          |
| Medio Ambiente                                                   | La consejería se suprime en 2010                                     |                                                                              |
| Salud y Consumo                                                  |                                                                      | Vicenç Thomàs Mulet 9 de julio de 2007 - 20 de junio de 2011                 |
| Movilidad y Ordenación del Territorio                            |                                                                      | Gabriel Vicens Mir 9 de julio de 2007 - 20 de junio de 2011                  |
| Vivienda y Obras Públicas                                        |                                                                      | Jaume Carbonero Malbertí 9 de julio de 2007 - 20 de junio de 2011            |
| Trabajo y Formación                                              |                                                                      | Margarita Nájera Aranzábal 9 de julio de 2007 - 17 de septiembre de 2008     |
| Trabajo y Formación                                              | Joana Barceló Martí 17 de septiembre de 2008 - 8 de febrero de 2010  |                                                                              |
| Trabajo y Formación                                              | Pere Aguiló Crespí 8 de febrero de 2010 - 1 de junio de 2010         |                                                                              |
| Trabajo y Formación                                              | La consejería se suprime en 2010                                     |                                                                              |
| Agricultura y Pesca                                              |                                                                      | Mercè Amer Riera 9 de julio de 2007 - 1 de junio de 2010                     |
| Agricultura y Pesca                                              | La consejería se suprime en 2010                                     |                                                                              |
| Deportes y Juventud                                              |                                                                      | Mateu Cañellas Martorell 9 de julio de 2007 - 8 de febrero de 2010           |
| Deportes y Juventud                                              | La consejería se suprime en 2010                                     |                                                                              |
| Interior (2007-2009) Innovación, Interior y Justicia (2009-2011) |                                                                      | María Ángeles Leciñena Esteban 9 de julio de 2007 - 16 de septiembre de 2009 |
| Interior (2007-2009) Innovación, Interior y Justicia (2009-2011) | Pilar Costa i Serra 16 de septiembre de 2009 - 20 de junio de 2011   |                                                                              |

### VIII Legislatura (2011-2015)
| Partido Político                                                                            |                                                                        | Partido Popular de las Islas Baleares                                |
| Presidencia del Gobierno                                                                    |                                                                        |                                                                      |
| Presidencia del Gobierno                                                                    |                                                                        | José Ramón Bauzá                                                     |
| Consejería                                                                                  |                                                                        | Nombre                                                               |
| Vicepresidente Economía, Promoción Empresarial y Empleo (2011-2013) Presidencia (2013-2015) |                                                                        | Josep Ignasi Aguiló Fuster 20 de junio de 2011 - 2 de mayo de 2013   |
| Vicepresidente Economía, Promoción Empresarial y Empleo (2011-2013) Presidencia (2013-2015) | Antonio Gómez Pérez 2 de mayo de 2013 - 2 de julio de 2015             |                                                                      |
| Presidencia                                                                                 |                                                                        | Antonio Gómez Pérez 20 de junio de 2011 - 2 de mayo de 2013          |
| Presidencia                                                                                 | La consejería pasa a estar ligada a la vicepresidencia en el año 2013  |                                                                      |
| Economía y Competitividad                                                                   |                                                                        | Joaquín García Martínez 2 de mayo de 2013 - 2 de julio de 2015       |
| Hacienda y Presupuestos                                                                     |                                                                        | José Vicente Marí Bosó 2 de mayo de 2013 - 2 de julio de 2015        |
| Turismo y Deportes                                                                          |                                                                        | Carlos Delgado Truyols 20 de junio de 2011 - 27 de diciembre de 2013 |
| Turismo y Deportes                                                                          | Jaime Martínez Llabrés 27 de diciembre de 2013 - 2 de julio de 2015    |                                                                      |
| Agricultura, Medio Ambiente y Territorio                                                    |                                                                        | Gabriel Company Bauzá 20 de junio de 2011 - 2 de julio de 2015       |
| Educación, Cultura y Universidad                                                            |                                                                        | Rafel Àngel Bosch i Sans 20 de junio de 2011 - 2 de mayo de 2013     |
| Educación, Cultura y Universidad                                                            | Joana Maria Camps Bosch 2 de mayo de 2013 - 26 de septiembre de 2014   |                                                                      |
| Educación, Cultura y Universidad                                                            | Núria Riera Martos 26 de septiembre de 2014 - 2 de julio de 2015       |                                                                      |
| Salud                                                                                       |                                                                        | Carmen Castro Gandasegui 20 de junio de 2011 - 7 de julio de 2012    |
| Salud                                                                                       | Antoni Mesquida Ferrando 7 de julio de 2012 - 24 de octubre de 2012    |                                                                      |
| Salud                                                                                       | Martí Sansaloní Oliver 24 de octubre de 2012 - 2 de julio de 2015      |                                                                      |
| Administraciones Públicas                                                                   |                                                                        | José Simón Gornés Hachero 20 de junio de 2011 - 2 de mayo de 2013    |
| Administraciones Públicas                                                                   | Núria Riera Martos 2 de mayo de 2013 - 26 de septiembre de 2014        |                                                                      |
| Administraciones Públicas                                                                   | Juan Manuel Lafuente Mir 26 de septiembre de 2014 - 2 de julio de 2015 |                                                                      |
| Familia y Servicios Sociales                                                                |                                                                        | Sandra Fernández Herranz 2 de mayo de 2013 - 2 de julio de 2015      |

### IX Legislatura (2015-2019)
| Partido Político                                                                                |                                                                     | Partido Socialista de las Islas Baleares                          |
| Partido Político                                                                                | Més per Mallorca                                                    |                                                                   |
| Partido Político                                                                                | Més per Menorca                                                     |                                                                   |
| Presidencia del Gobierno                                                                        |                                                                     |                                                                   |
| Presidencia del Gobierno                                                                        |                                                                     | Francina Armengol                                                 |
| Consejería                                                                                      |                                                                     | Nombre                                                            |
| Vicepresidente/a Innovación, Investigación y Turismo                                            |                                                                     | Gabriel Barceló Milta 2 de julio de 2015-16 de diciembre de 2017  |
| Vicepresidente/a Innovación, Investigación y Turismo                                            | Isabel Busquets Hidalgo 16 de diciembre de 2017 -2 de julio de 2019 |                                                                   |
| Presidencia                                                                                     |                                                                     | Marc Isaac Pons Pons 2 de julio de 2015-7 de abril de 2016        |
| Presidencia                                                                                     | Pilar Costa Serra 7 de abril de 2016-2 de julio de 2019             |                                                                   |
| Hacienda y Administraciones Públicas                                                            |                                                                     | Catalina Cladera Crespi 2 de julio de 2015-2 de julio de 2019     |
| Educación y Universidades                                                                       |                                                                     | Martí Xavier March Cerdà 2 de julio de 2015-2 de julio de 2019    |
| Servicios Sociales y Cooperación                                                                |                                                                     | Josefina Santiago Rodríguez 2 de julio de 2015-2 de julio de 2019 |
| Salud                                                                                           |                                                                     | Patricia Juana Gómez Picard 2 de julio de 2015-2 de julio de 2019 |
| Trabajo, Comercio e Industria                                                                   |                                                                     | Iago Negueruela Vázquez 2 de julio de 2015-2 de julio de 2019     |
| Medio Ambiente, Agricultura y Pesca                                                             |                                                                     | Vicenç Vidal Matas 2 de julio de 2015-2 de julio de 2019          |
| Territorio, Energía y Movilidad                                                                 |                                                                     | Joan Boned Roig 2 de julio de 2015-7 de abril de 2016             |
| Territorio, Energía y Movilidad                                                                 | Marc Isaac Pons Pons 7 de abril de 2016-2 de julio de 2019          |                                                                   |
| Participación, Transparencia y Cultura (2015-2017) Cultura, Participación y Deporte (2017-2019) |                                                                     | Esperança Camps Barber 2 de julio de 2015-7 de abril de 2016      |
| Participación, Transparencia y Cultura (2015-2017) Cultura, Participación y Deporte (2017-2019) | Ruth Mateu Vinent 7 de abril de 2016-4 de agosto de 2017            |                                                                   |
| Participación, Transparencia y Cultura (2015-2017) Cultura, Participación y Deporte (2017-2019) | Francesc Tur Riera 4 de agosto de 2017-2 de julio de 2019           |                                                                   |

### X Legislatura (2019-2023)
| Partido Político | | Partido Socialista de las Islas Baleares                                                     |
| Partido Político | Més per Mallorca                                                                                         |                                                                                              |
| Partido Político | Podemos Illes Balears                                                                                    |                                                                                              |
| Presidencia del Gobierno | |                                                                                              |
| Presidencia del Gobierno | | Francesca Lluch Armengol i Socias 2 de julio de 2019-19 de junio de 2023                     |
| Presidencia del Gobierno | María Asunción Jacoba Pía de la Concha García-Mauriño (Interina) 19 de junio de 2023-10 de julio de 2023 |                                                                                              |
| Consejería | | Nombre                                                                                       |
| Vicepresidente Transición Energética, Sectores Productivos y Memoria Democrática (2019-2021) Transición Energética y Sectores Productivos (2021-2023) | | Juan Pedro Yllanes Suárez 2 de julio de 2019-10 de julio de 2023                             |
| Asuntos Sociales y Deportes | | Josefina Santiago Rodríguez 2 de julio de 2019-10 de julio de 2023                           |
| Presidencia, Función Pública e Igualdad | | Pilar Costa Serra 2 de julio de 2019-13 de febrero de 2021                                   |
| Presidencia, Función Pública e Igualdad | Mercedes Garrido Rodríguez 13 de febrero de 2021-10 de julio de 2023                                     |                                                                                              |
| Hacienda y Relaciones Exteriores | | Rosario Sánchez Grau 2 de julio de 2019-10 de julio de 2023                                  |
| Modelo Económico, Turismo y Trabajo | | Iago Negueruela Vázquez 2 de julio de 2019-10 de julio de 2023                               |
| Medio Ambiente y Territorio | | Miquel Mir Gual 2 de julio de 2019-10 de julio de 2023                                       |
| Agricultura, Pesca y Alimentación | | María Asunción Jacoba Pía de la Concha García-Mauriño 2 de julio de 2019-10 de julio de 2023 |
| Administraciones Públicas y Modernización (2019-2021) Fondos Europeos, Universidad y Cultura (2021-2023)                                              | | Isabel Castro Fernández 2 de julio de 2019-13 de febrero de 2021                             |
| Administraciones Públicas y Modernización (2019-2021) Fondos Europeos, Universidad y Cultura (2021-2023)                                              | Miquel Company Pons 13 de febrero de 2021-10 de julio de 2023                                            |                                                                                              |
| Movilidad y Vivienda | | Marc Pons Pons 2 de julio de 2019-13 de febrero de 2021                                      |
| Movilidad y Vivienda | Josep Marí Ribas 13 de febrero de 2021-10 de julio de 2023                                               |                                                                                              |
| Educación y Formación Profesional | | Martí Xavier March Cerdà 2 de julio de 2019-10 de julio de 2023                              |
| Salud y Consumo | | Patricia Gómez Picard 2 de julio de 2019-10 de julio de 2023                                 |

## Medalla de Oro de las Islas Baleares y Premios Ramon Llull

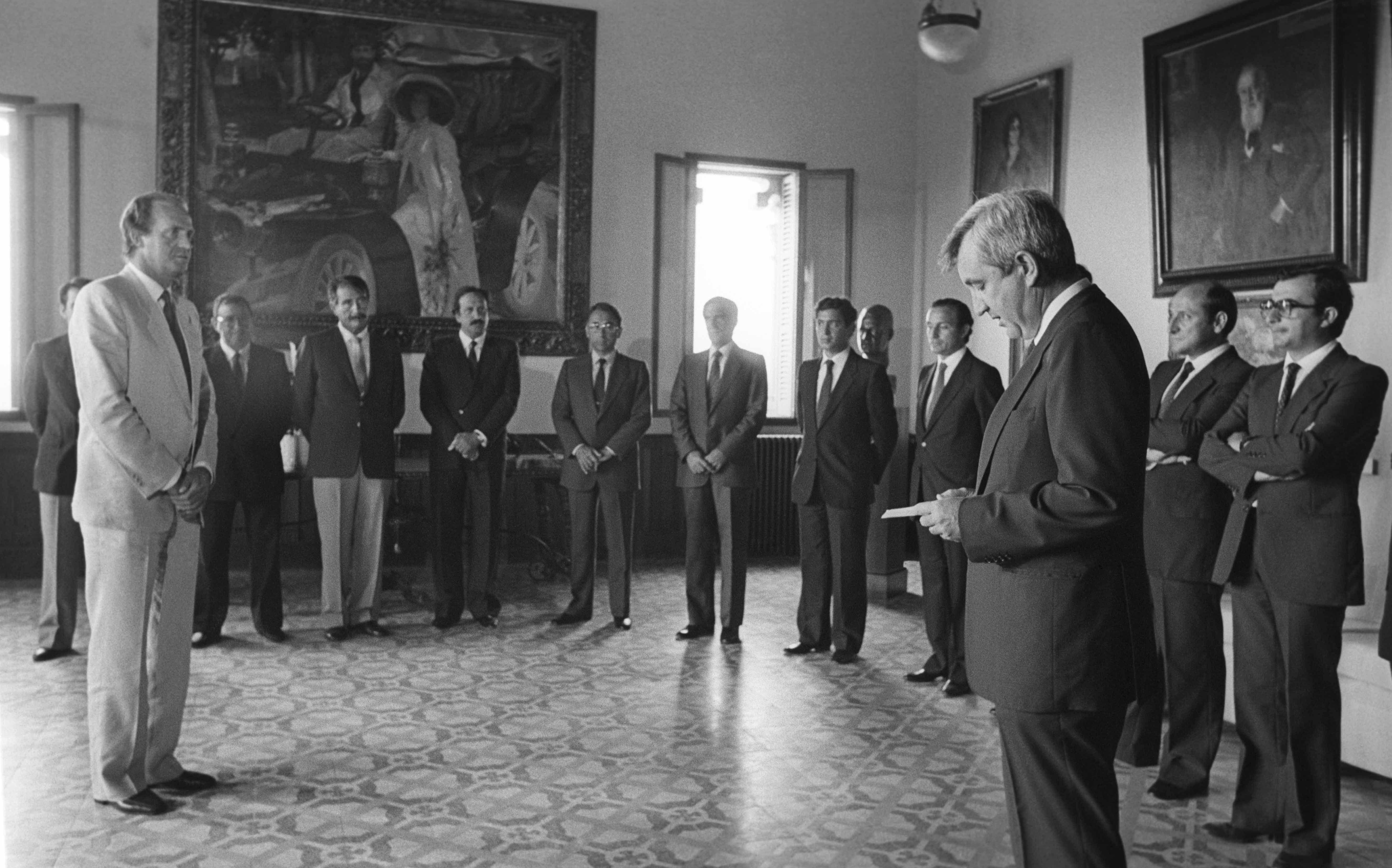
Primera Medalla de Oro otorgada forma especial al rey Juan Carlos I en 1983

El Gobierno de las Islas Balares es el encargado de otorgar la Medalla de Oro de la comunidad autónoma de las Islas Baleares, máximo galardón otorgado por la comunidad autónoma a personas e instituciones que han contribuido de forma considerable en la sociedad balear, el cual, es otorgado anualmente en un acto en La Lonja coincidiendo con los actos conmemorativos del día de Baleares (1 de marzo).
Este día también se otorga los Premios Ramon Llull, galardón otorgado a personas e instituciones que hayan destacado en las Islas Baleares en los ámbitos cultural, deportivo, jurídico, empresarial, cívico, humanitario, de investigación, de la enseñanza y lingüístico.